# 미하엘 하네케
미하엘 하네케(독일어: Michael Haneke, 1942년 3월 23일 ~ )는 오스트리아의 영화 감독이자 각본가이다. 비관적이고 불편한 스타일로 유명하다. 그의 영화는 현대 사회의 실패와 문제점을 자주 보여준다. 하네케는 텔레비전, 극장, 영화 작업을 해오고 있다. 작업을 통하여 사회적 쟁점들을 부각시키는 것으로도 유명하다. 영화를 연출하는 일과 함께 빈 필름아카데미에서 영화연출을 가르치고 있다.
하네케는 오스트리아에서 자랐지만, 독일에서 태어났다. 빈 대학에서 철학과 심리학을 공부했고, 영화평론가로 일하다 독일에서 일하게 된다.
1989년, 그는 데뷔 영화《7번째 대륙》을 연출한다. 2001년 《피아니스트》는 칸 국제 영화제에서 그랑프리를 받았고. 2005년 《히든》 또한 칸 국제 영화제에서 감독상을 받았다. 2009년 칸 영화제에서 《하얀 리본》으로 황금종려상을 받았고, 이 영화로 제 67회 골든 글로브 시상식에서 최우수 국제 영화상을 수상하였다. 2012년 칸 영화제에서 《아무르》를 처음 공개하였고, 삼 년 만에 공식 초청된 칸 영화제에서 황금종려상을 수상하게 된다. 두 번째 황금종려상을 수상함으로 프랜시스 포드 코폴라 감독을 포함하여 7명만이 속한 엘리트 클럽에 이름을 올리게 되었다. 영어와 독일어, 프랑스어로 영화를 제작한다.

## 주요 작품
- 1989년 《7번째 대륙》
- 1992년 《베니의 비디오》
- 1994년 《우연의 연대기에 관한 71개의 단편》
- 1997년 《퍼니 게임》
- 2000년 《미지의 코드》
- 2001년 《피아니스트》 2001년 칸 영화제에서 그랑프리를 수상
- 2003년 《늑대의 시간》
- 2005년 《히든》 2005년 칸 영화제에서 감독상을 수상
- 2007년 《퍼니 게임》
- 2009년 《하얀 리본》 2009년 칸 영화제에서 황금종려상과 2010년 골든 글로브에서 최우수 외국어 영화상을 수상
- 2012년 《아무르》 2012년 칸 영화제에서 황금종려상과 아카데미 외국어 영화상을 수상
- 2017년 《해피 엔드》